# Flamme de la Liberté
Flamme de la Liberté (tj. Plamen Svobody) je pomník v Paříži v 16. obvodu u západního vjezdu do tunelu pod mostem Alma. Jedná se o repliku pochodně, kterou drží Socha svobody v New Yorku. Památník se nachází na Place Diana. Pomník, který má na výšku 3,5 m, se skládá z plastiky plamene z pozlacené mědi, spočívající na podstavci z šedého a černého mramoru.

## Původ
Flamme de la Liberté byl nabídnut Francii Spojenými státy jako výraz vděku za restaurování Sochy svobody, které proběhlo v roce 1986 u příležitosti jejího stého výročí. Restaurování provedly dvě francouzské řemeslnické společnosti: kováři z Champenois (měděné práce) a dílny Gohard (zlacení plamene). Při této příležitosti byla pochodeň, kterou v roce 1919 vitrifikoval sochař Gutzon Borglum, nahrazena pevnou a zlacenou pochodní.
Po dokončení prací dostal Kevin McCarthy, právník Métalliers Champenois nápad nechat vyrobit přesnou repliku plamene a nabídnout ji Francii jako znamení francouzsko-amerického přátelství, jako byla již samotná Socha svobody, kterou Francie nabídla Spojeným státům. Deník International Herald Tribune, který oslavil své sté výročí v roce 1987, souhlasil se spolufinancováním realizace tohoto projektu. Byla zveřejněna sbírka, aby bylo možné vybrat 400 000 dolarů potřebných pro práci.
Plamen svobody byl vyroben Les Métalliers Champenois v Patersonu v New Jersey, a byl odhalen dne 10. září 1987. Poté odeslán do Francie společností Air France.
Jako místo bylo vybráno place de l'Alma a socha byla odhalena 10. května 1989.

## Nehoda lady Diany
Poněkud zapomenutý pomník vstoupil do širšího povědomí veřejnosti po smrti princezny Diany, která zahynula 31. srpna 1997 při silniční nehodě v tunelu mostu Alma, který se nachází pod památníkem. Ráno v den oznámení její smrti kolemjdoucí obklopili pomník květinami a od té doby na něj přicházejí obdivovatelé princezny a turisté klást květiny, vzkazy, fotografie Diany nebo články z časopisů zabývajícími se nehodou. Tím se plamen odklonil od své původní funkce a spontánně se přeměnil v oltář na princezninu památku.
Památník oficiálně připomínající smrt princezny se ve skutečnosti nachází ve veřejné zahradě ve čtvrti Marais na adrese 21 rue des Blancs-Manteaux, která je určená pro výuku dětí  zahradničení a ekologii.
Dne 24. července 1997 Pařížská rada vydala vyhlášku, podle které se místo, kde je vztyčen Plamen svobody, bude jmenovat Place Maria-Callas. Slavnostní  inaugurace se měla konat 11. září 1997 u připomínky dvacátého výročí úmrtí zpěvačky Marie Callasové. Ale nehoda, která si vyžádala život princezny z Walesu, ke které došlo o několik dní dříve, a všeobecná obliba plamene vedly Pařížskou radu, kterou tehdy vedl starosta Jean Tiberi, k tomu, aby se inaugurace zrušila. Sice se uvažovalo, že náměstí přijme jméno princezny Diany, ale i tento projekt byl opuštěn kvůli nesouhlasu anglického dvora. Po zpěvačce se dostalo o tři roky později pojmenovala allée Maria-Callas v 16. obvodu. Projekt přejmenování náměstí na poctu princezně pokračoval později a byl odhlasován Pařížskou radou na začátku června 2019.

## Nový plamen
Dne 14. června 2008 byl slavnostně odhalen nový Plamen svobody, socha Jeana Cardota. Stále symbolizuje francouzsko-americké přátelství, protože byl vztyčen v zahradách velvyslanectví Spojených států ve Francii, slavnostně odhalen za přítomnosti prezidenta Francouzské republiky Nicolase Sarkozyho a prezidenta Spojených států George W. Bushe. Jednalo se o společný projekt francouzského obchodníka Marca Ladreita de Lacharrière a amerického velvyslance Craiga Robertse Stapletona. Socha byla vyrobena pomocí procesu lití do ztraceného vosku v umělecké slévárně Coubertinovy nadace.